# Støbeskeen – ydre Nørrebro fornyes
|  | Denne artikel er oprettet af botten Steenthbot ud fra en ekstern database. Den kan derfor have sproglige fejl eller mangler. Denne skabelon kan fjernes efter kontrol af indholdet. |

Støbeskeen – ydre Nørrebro fornyes er en dansk dokumentarfilm fra 2007 instrueret af Hans Kragh-Jacobsen efter eget manuskript.

## Handling
Ydre Nørrebro er midt i en områdefornyelse. I sin anden film om processen fokuserer Hans Kragh-Jacobsen på kvarterets rum: Pladserne, boligerne, gaderne og trafikken gennem Danmarks mest folkerige område. Men filmen er især et portræt af de aktive beboere og deres indsats for at gøre ydre Nørrebro til et endnu bedre sted at bo.